# Bienvenue à Sanditon
Bienvenue à Sanditon (Sanditon) est une série télévisée britannique adaptée par Andrew Davies d'un roman inachevé (onze chapitres et 24 000 mots) de Jane Austen, Sanditon. Le récit originel n’est utilisé que pour le premier épisode, Andrew Davies a librement développé les personnages pour compléter l'histoire.
L'action est située au début du XIXe siècle, à l'époque de la Régence anglaise (Regency era), dans une station balnéaire en cours de création à partir d'un village de pêcheurs, Sanditon. Le récit se fonde sur l'histoire d'une jeune héroïne naïve venue de la campagne, qui observe les protagonistes cette création.
Au Royaume-Uni, la série est diffusée à partir du 25 août 2019 sur ITV, puis aux États-Unis à partir du 12 janvier 2020 sur le réseau PBS, qui apporte son soutien à la production, dans le cadre de son anthologie Masterpiece.
En France, elle est diffusée à partir du 31 octobre 2020 sur Chérie 25 (sous le titre Jane Austen : Bienvenue à Sanditon), au Québec à partir du 18 mai 2021 sur Télé-Québec et en Suisse sur RTS Un à partir du 28 mars 2021, restant inédite dans les autres pays francophones.

## Synopsis
L'accident de carrosse de la famille Parker amène Charlotte Heywood à faire leur rencontre. Ceux-ci l'invitent à Sanditon, une station balnéaire sur le point de changer radicalement. Animée et non conventionnelle, Charlotte a d'abord envie de découvrir tout ce que la ville balnéaire a à offrir. 
Elle est choquée par le comportement de certains habitants mais s'y fait des amies. Lorsque Charlotte parle sans tact de la famille de l'entrepreneur enthousiaste Tom Parker, elle se heurte immédiatement au critique du jeune frère Sidney Parker.

### Première saison
La première saison est centrée sur les relations de Sidney et Tom Parker avec Lady Denham, dont ils espèrent le soutien financier, et sur les relations de celle-ci avec deux jeunes parents peu recommandables, Edward et Esther, qui se liguent pour essayer d'obtenir sa succession.

### Deuxième saison
La deuxième saison (neuf mois après la fin de la première) est marquée par l'annonce du décès de Sidney Parker dans une île des Antilles et par l'apparition de Georgiana Lambe, envoyée par lui à Sanditon : c'est une jeune métisse (fille d'une esclave) dont le père, un riche colon britannique, a fait son héritière. Elle devient l'amie de Charlotte Heywood, mais est aussi confrontée aux prétentions matrimoniales de plusieurs individus pas toujours recommandables, notamment Charles Lockhart.
Charlotte devient gouvernante des enfants (une fille garçon manqué, Léonora/Léo, et une nièce plus âgée) d'un gentleman-farmer bourru, veuf, Alexander Colbourne, qui s'humanise peu à peu à son contact. Elle quitte son poste à la fin de cette période.
On assiste aussi à l'évolution d'Arthur Parker, qui, au départ un peu niais, commence à prendre sa place aux côtés de son frère Tom et de l'épouse de celui-ci dans la difficile mise en place de Sanditon.
Sanditon bénéficie de la présence pendant quelques semaines d'un régiment de l'armée britannique.

### Troisième saison
Charlotte Heywood revient à Sanditon, accompagnée de son fiancé, un fermier ami d'enfance.
Georgiana Lambe est attaquée en justice par Charles Lockhart, qui revendique l'héritage. Charlotte décide de rester à Sanditon pour l'aider. Aucun avocat ne veut défendre Georgiana, mais Colbourne intervient en faisant venir son frère, qui la décourage en lui montrant à quoi elle s'expose. Elle décide de renoncer, puis revient sur cette décision. Edward Denham essaye de séduire Augusta Markham et Lady Denham est courtisé par Rowleigh Pryce.

## Distribution

### Acteurs principaux
- Rose Williams (VFB : Julie Dieu) : Charlotte Heywood
- Kate Ashfield (VFB : Fabienne Loriaux) : Mary Parker
- Crystal Clarke (en) (VFB : Audrey d'Hulstère) : Georgiana Lambe

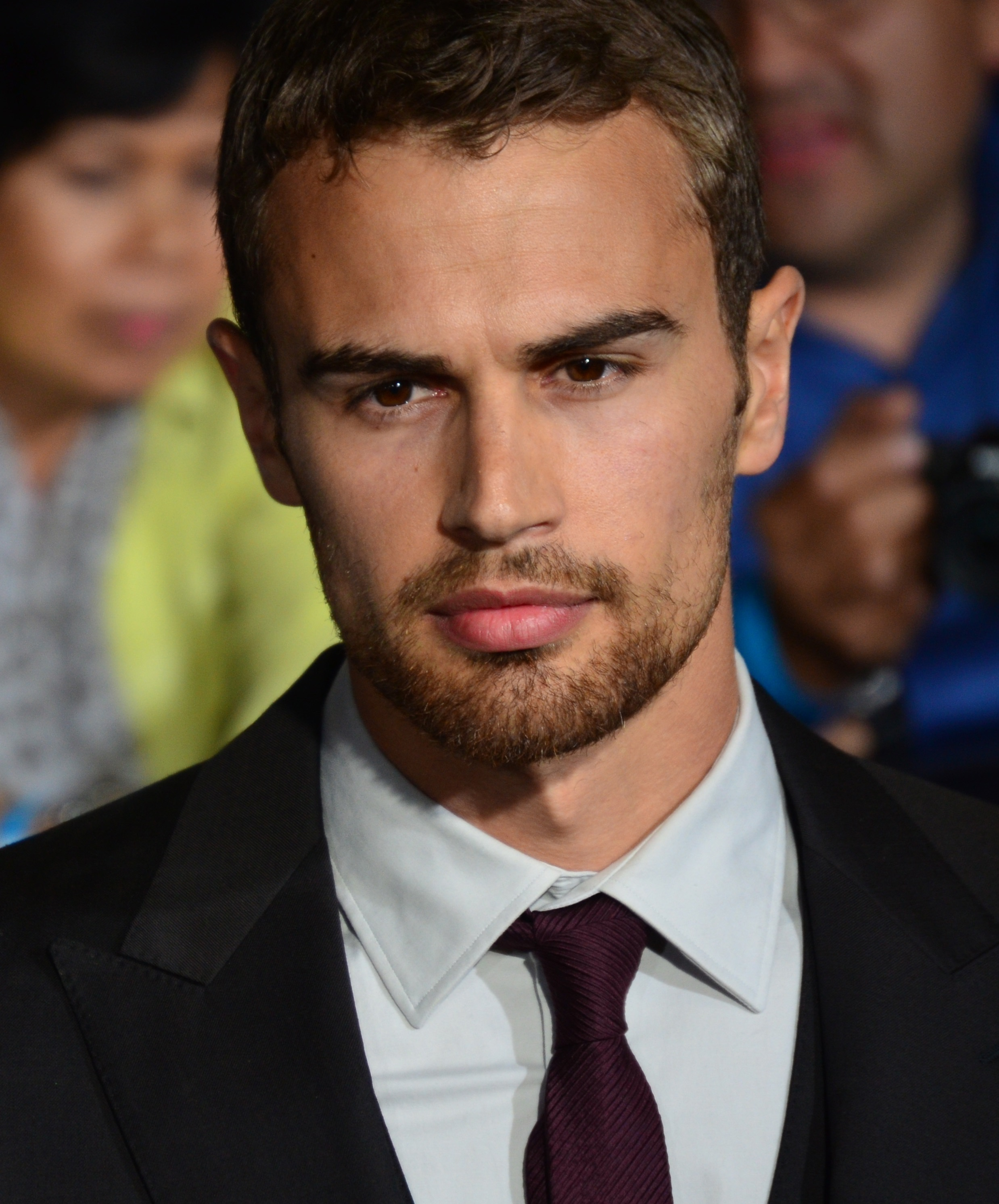
Theo James incarne Sidney Parker

- Turlough Convery (en) (VFB : Nicolas Matthys) : Arthur Parker
- Jack Fox (VFB : Sébastien Hébrant) : Sir Edward Denham
- Kris Marshall (VFB : Simon Duprez) : Tom Parker
- Anne Reid (VFB : Myriam Thyrion) : Lady Denham
- Lily Sacofsky : Clara Brereton
- Charlotte Spencer (en) : Esther Denham

#### Saison 1
- Theo James (VFB : Pierre Lognay) : Sidney Parker
- Matthew Needham : M. Crowe
- Alexandra Roach : Diana Parker
- Mark Stanley (en) : Lord Babington
- Leo Suter : James Stringer

#### Saison 2
- Tom Weston-Jones (en) (VFB : Antoni Lo Presti) : Colonel Francis Lennox
- Frank Blake : Captain Declan Fraser
- Ben Lloyd-Hughes (VFB : Marc Weiss) : Alexander Colbourne
- Maxim Ays : Captain William Carter
- Alexander Vlahos : Charles Lockhart
- Rosie Graham (VFB : Marie Braam) : Alison Heywood
- Eloise Webb : Augusta Markham
- Sandy McDade : Miss Beatrice Hankins
- Kayleigh-Paige Rees : Julia Beaufort
- Flora Mitchell : Leonora Colbourne
- Mollie Holder : Phillida Beaufort

#### Saison 3
- Liam Garrigan (VFB : Philippe Allard) : Samuel Colbourne
- Sophie Winkleman : Lady Susan
- Emma Fielding (VFB : Colette Sodoyez) : Lady Montrose
- Edward Davis : Lord Harry Montrose
- Alice Orr-Ewing : Lydia Montrose
- Cai Bridge : Ralph Starling
- James Bolam : Rowleigh Pryce

### Acteurs récurrents
- James Atherton (en) : Fred Robinson
- Elizabeth Berrington (en) : Mme Griffiths
- Jack Brady : M. Howard
- Kevin Eldon (en) : M. Hankins
- Mollie Holder : Phillida Beaufort
- Rob Jarvis (en) : Isaac Stringer
- Jyuddah Jaymes : Otis Molyneux
- Ruth Kearney : Eliza Campion
- Kayleigh-Paige Rees : Julia Beaufort
- Adrian Scarborough : Dr Fuchs
- Sophie Winkleman : Lady Susan
- Isobel Hawkridge : Alicia Parker
- Molly Bishop : Jenny Parker
- Isaac Vincent-Norgate : Henry Parker
- Sharlene Whyte : Agnès Harmon

### Invités
- Sarah Belcher : Mme Heywood
- Clinton Blake : Sam Sidaway
- Liz May Brice (en) : Mme Harries
- Jon Foster : Beecroft
- Adrian Rawlins : M. Heywood
- Tessa Stephens : Alison Heywood

### Doublage francophone
- Studio : Nice Fellow (Belgique)
- Direction artistique : Jennifer Baré
- Adaptation : Agnès Pauchet

Source : Carton de doublage (diffusion sur RTL play)

## Production

### Développement
Le 29 juillet 2019, sort la première bande-annonce de la saison 1, pour une sortie le mois suivant.
La série est annulée en septembre 2019, un mois suivant sa sortie. Une pétition circule à la suite de son annulation par les fans, qui va atteindre en mars 2020 plus de 45 000 signatures.
Le 6 mai 2021, après des mois d’acharnement par les fans de la série, il est annoncé que celle-ci est renouvelée pour deux nouvelles saisons par PBS et BritBox.
La troisième saison devrait être la dernière.

### Casting
Le 15 février 2019, Rose Williams et Theo James rejoignent la distribution principale sous les traits de Charlotte Heywood et Sidney Parker.

### Tournage
De nombreuses scènes de Sanditon ont été tournées dans le Somerset, dont les villes balnéaires de Clevedon, Brean et Weston-super-Mare. Dyrham Park, près de Bath, a été utilisé pour les extérieurs de Sanditon House, les intérieurs étant tournés à Badminton House, tous les deux dans le Gloucestershire. La majorité des tournages a eu lieu sur des décors construits aux Bottle Yard Studios à Bristol.
Le tournage de la saison 2 a commencé le 22 juillet 2021.
Le tournage de la saison 3 a eu lieu à la suite pour terminer le 17 décembre 2021 après 44 jours de tournage,.

## Épisodes

### Première saison (2019)
Les épisodes, sans titre, sont numérotés de un à huit.

### Deuxième saison (2021)

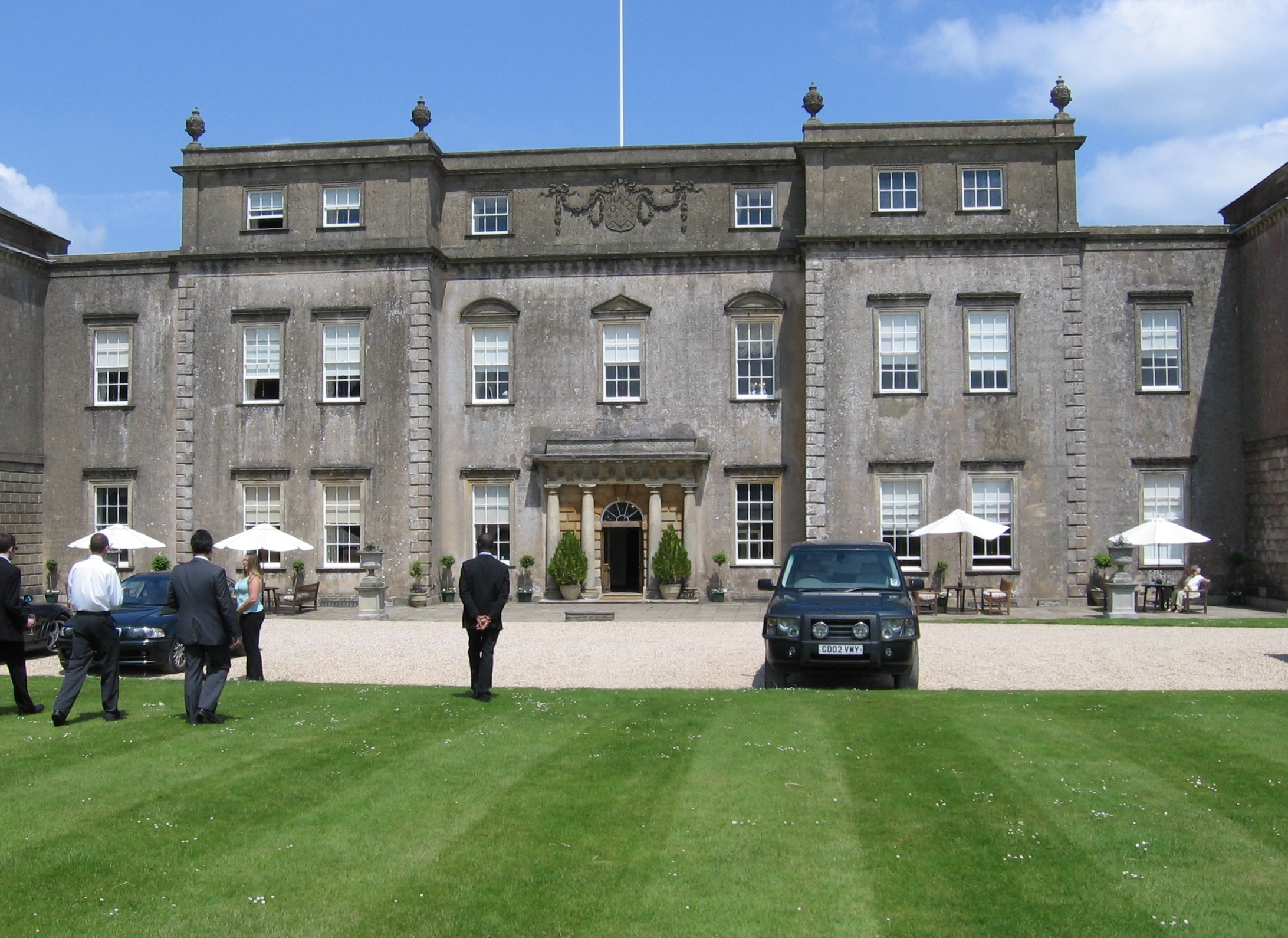
sert de Heyrick Park.

Les épisodes, sans titre, sont numérotés de un à six. La diffusion a commencé le 20 mars 2022 sur PBS, le 21 mars 2022 sur Britbox TV et le 22 juillet 2022 sur ITV.
En France, la diffusion débute le 4 juin 2022 sur Chérie 25.

### Troisième saison (2023)
Le 6 mai 2021, Deadline annonce le renouvellement de la série pour une troisième et dernière saison de 6 épisodes.
La diffusion commence le 19 mars 2023 sur PBS. La diffusion débutera ensuite directement sur ITV et non plus sur Britbox TV contrairement aux saisons précédentes.
En version française, la diffusion débute en Suisse le 31 mars 2024 sur RTS Un, avec le titre Jane Austen : retour à Sanditon. En France la diffusion commence le 29 avril 2024 sur Chérie 25.